# Ara trium Galliarum

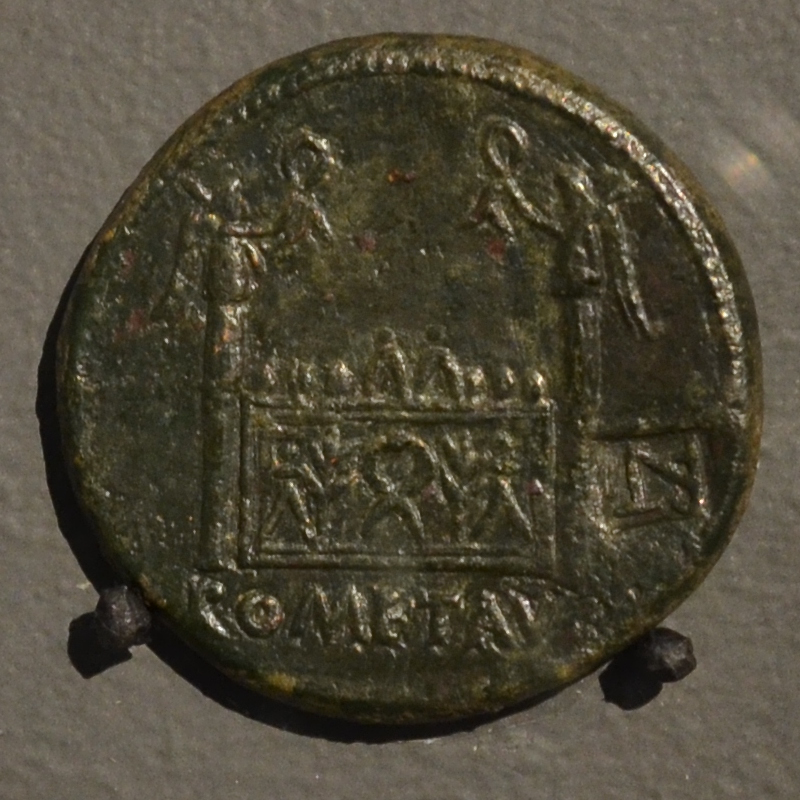
Der Altar des Heiligtums auf einem Dupondius des Augustus

Die Ara trium Galliarum (deutsch: ‚Altar der drei gallischen Provinzen‘, auf Französisch oft als Sanctuaire fédéral des Trois Gaules ‚Bundesheiligtum der drei Gallien‘ bezeichnet) war ein römisches Heiligtum bei Lugdunum, dem heutigen Lyon. Der im Zentrum stehende marmorne Altar war der Göttin Roma und dem römischen Kaiser geweiht.

## Hintergrund
Lugdunum war nach der Neuorganisation der römischen Provinzen durch Kaiser Augustus das Zentrum der drei gallischen Provinzen (Gallia Lugdunensis, Gallia Aquitania und Gallia Belgica). Daher tagte dort der Provinzlandtag (concilium provinciae), auf dem die Vertreter der 60 gallischen Bezirke (civitates) jährlich am 1. August zusammenkamen. Als Örtlichkeit für diese Zusammenkünfte ließ Drusus, der Stiefsohn des Augustus, die Ara trium Galliarum als Teil der Vorbereitung seiner groß angelegten Germanienoffensive im 2. Jahrzehnt des 1. Jahrhunderts v. Chr. einrichten. Die Aufgabe des Landtages war unter anderem die Ausübung des Kaiserkultes. Dazu gehörten die Entrichtung des Opfers für den Kaiser sowie die Ausrichtung von Spielen zu Ehren des Herrschers sowie der Göttin Roma. Auf diese Weise bekundeten die unterworfenen gallischen Stämme ihre Loyalität zu Rom. Ein Provinzialpriester übernahm den Vorsitz der Zeremonie; die teilnehmenden Gesandten wurden in der Regel vom Senat ihrer Stadt aus dem Kreis der lokalen Aristokratie, des Dekurionenstandes, ausgewählt. Die religiösen Feierlichkeiten bestanden aus Opfern, Prozessionen, Spielen, Beredsamkeits- und Gedichtwettbewerben. Daneben spielte die Versammlung auch eine politische Rolle, da sie sich gegebenenfalls als Vertreterin der gallischen Provinzen an den Kaiser wenden und diesem offizielle Botschaften übermitteln konnte.
Es ist umstritten, ob die jährlichen gallischen Provinziallandtage in der Tradition älterer religiöser Rituale der vorrömischen Zeit standen. Dies hängt unter anderem auch von der Frage ab, ob das Datum 1. August sich auf ein Fest zu Ehren des keltischen Sonnengottes Lugus bezieht oder ob es sich einfach um das Datum der Eroberung Alexandrias durch Augustus und damit ein wichtiges Ereignis von dessen Herrschaftsantritt bezieht.
Nur wenige Priester des Heiligtums sind namentlich bekannt. Der erste Amtsträger war der Haeduer Gaius Iulius Vercondaridubnus im Jahr 12 v. Chr., zu seinen Nachfolgern gehörten der Kadurker Marcus Lucterius Sencianus und der Santone Gaius Iulius Rufus. Letzterer ließ das Amphitheater von Lyon errichten, sodass sich seine Amtszeit auf das zweite Jahrzehnt n. Chr. eingrenzen lässt. Später war in dem Heiligtum wohl auch die sogenannte Tabula claudiana aufgestellt, die teilweise erhalten ist und sich heute im Lyoner Museum „Lugdunum“ befindet. Auf dieser Bronzetafel (2,50 m × 1,93 m) ist eine Rede eingraviert, die Kaiser Claudius im Jahr 48 gehalten hat und in der er den gallischen Nationen die Wählbarkeit zum römischen Magistrat und Senat zugesagt hat. Diese Ansprache ist auch in einer Version bei Tacitus überliefert.
Analog zur Ara trium Galliarum entstand im oppidum Ubiorum, dem heutigen Köln, die ara Ubiorum für den germanischen Provinziallandtag.

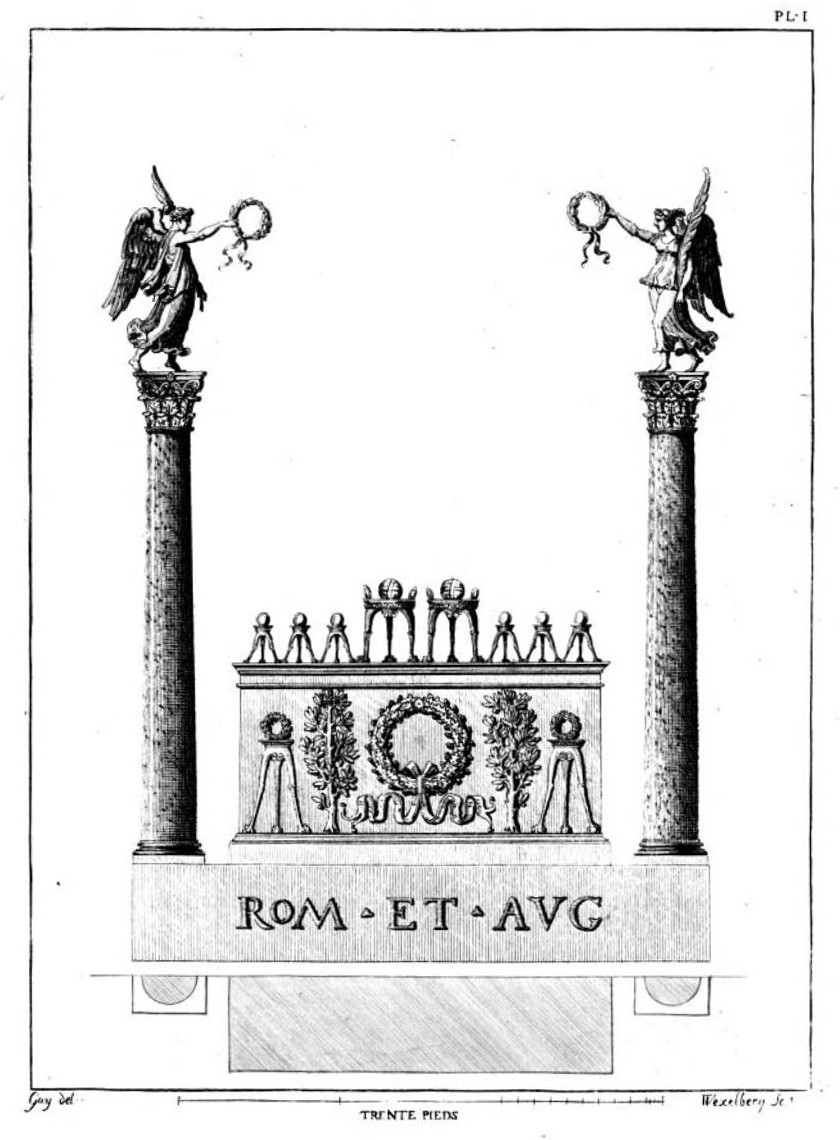
Rekonstruktion des Altars nach einer römischen Münze (François Artaud, 1820)

## Heiligtum

### Rekonstruktion
Obwohl archäologische Funde nahezu vollständig fehlen, lässt sich der Altar aufgrund von antiken Schriftquellen und Darstellungen auf Münzen rekonstruieren, auch wenn diese nur schematische Abbildungen zeigen. Zu den bedeutenden Quellenzeugnissen gehört die sogenannte Lyoner Altarserie, eine Reihe von Münzen, die zur Erinnerung an die Errichtung des Altars geprägt wurden. Diese Prägeserien sind unter anderem auch ein bedeutender chronologischer Fixpunkt für die Datierung von Fundplätzen der augusteischen Germanenfeldzüge.
Zum Aussehen der Ara trium Galliarum schreibt der antike Schriftsteller Strabon in seiner „Geographie“: „… ferner liegt das von allen Galatern [= Galliern] gemeinsam für Caesar Augustus [= Kaiser Augustus] gestiftete Heiligtum vor dieser Stadt an dem Zusammenfluss der Flüsse (es besteht aus einem stattlichen Altar mit einer Inschrift der Namen der Völker – sechzig an der Zahl –, Bildnissen eines jeden dieser Völker und einem großen anderen (?)).“ Am Ende des Zitates ist der Text verderbt und lässt sich nicht sicher rekonstruieren. So wird zum Beispiel teilweise vermutet, dass statt „ἄλλος“ („der andere“) ursprünglich „ναός“ („Tempel“) gestanden habe, Strabon also von einem großen Tempelbau als Teil des Heiligtums geschrieben habe. Sachlich gilt dies jedoch als unmöglich, da zu Strabons Lebenszeit ein solches Gebäude dort sicher nicht existierte.

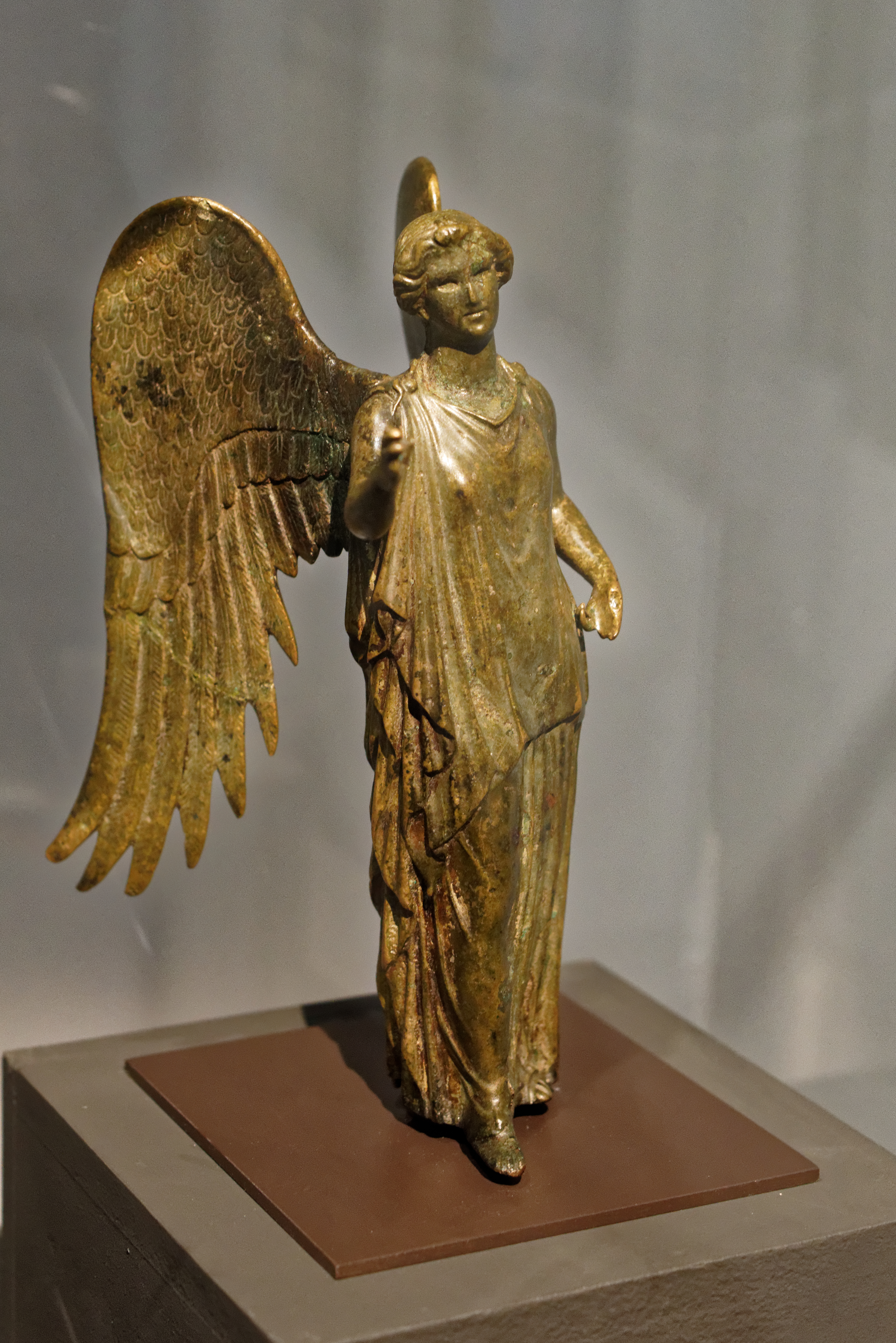
1866 entdeckte Victoria-Statuette aus der Saône, wohl eine Nachbildung der großen Victoria-Statuen der Ara trium Galliarum

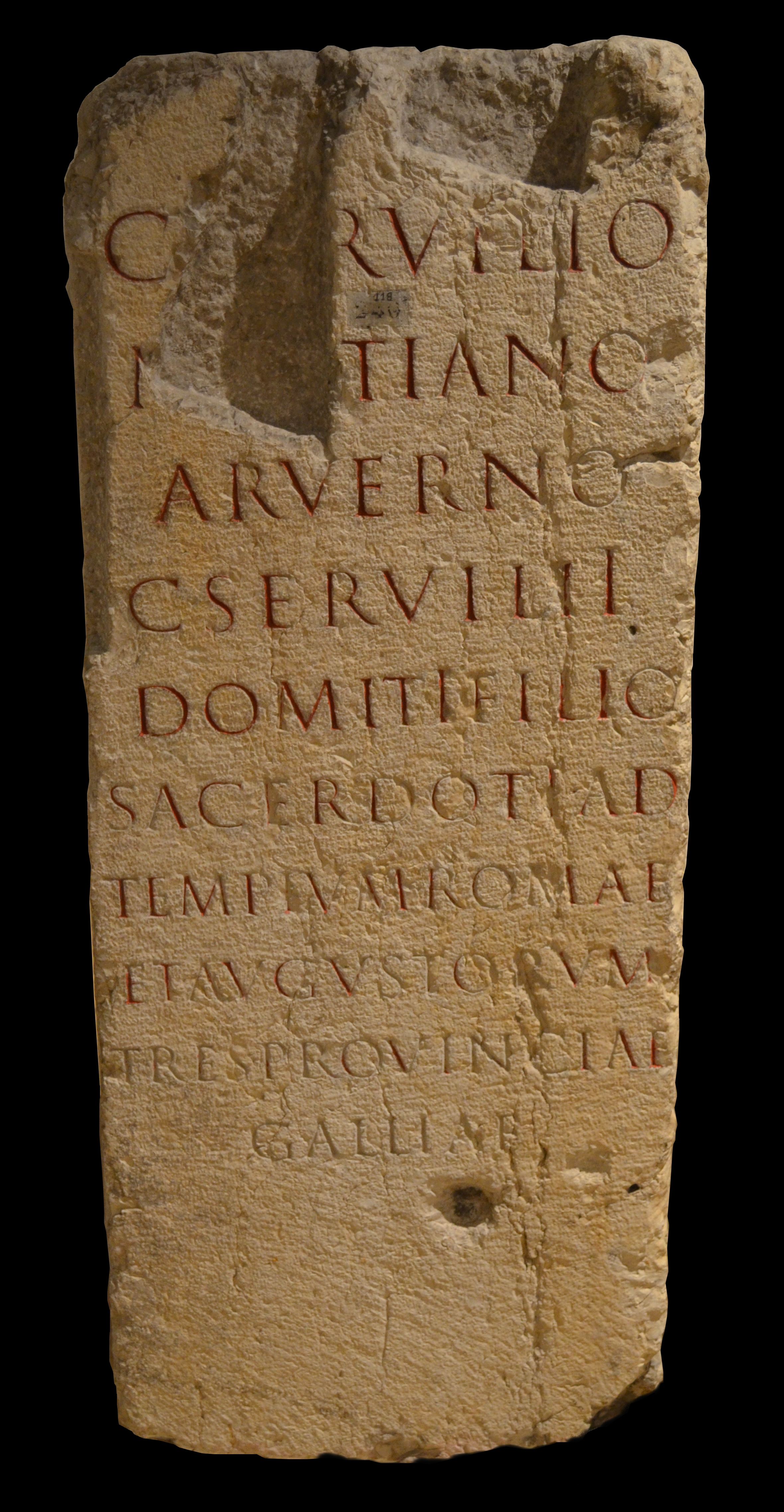
Inschrift zu Ehren des Averners Gaius Servilius Martianus, der darin als „Priester am Tempel der Roma und der Kaiser“ bezeichnet wird

Der Altar ruhte anscheinend auf einem Sockel aus Marmor, auf dem in bronzenen Buchstaben eine Widmungsinschrift an Roma und Augustus angebracht war. Darauf dürften neben dem Altar noch seitlich zwei große Säulen gestanden haben, auf denen Skulpturen der Siegesgöttin Victoria aufgestellt waren. Die Gesamthöhe von Statuen und Säulen betrug wohl 14 Meter. Die Statuen selbst sind nicht erhalten, allerdings wurde 1866 eine kleine Victoria-Statuette in der Saône gefunden, von der vermutet wird, dass sie den großen Skulpturen der Ara trium Galliarum nachgebildet war. Die Säulen selbst wurden im 11. Jahrhundert geborgen und in zwei Hälften gesägt. Heute bilden sie die vier Halbsäulen im Querschiff der Kirche Saint-Martin d’Ainay, deren Kuppel sie tragen. Die Säulen bestehen aus ägyptischem grau-gelbem Granit und sind mit dorischen Kapitellen verziert.
Einige Zeit nach der Errichtung des Heiligtums erfolgte ein Wechsel in der Wortwahl der Inschriften, die gelegentlich zu Ehren von Priestern der Ara trium Galliarum errichtet wurden. Während man sie anfangs nur als „Priester am Altar [… der Roma und des Augustus]“ („sacerdos ad aram“ oder „sacerdos arae“) bezeichnete, lautete die Titulatur später „Priester am Tempel“ („ad templum“) oder „Priester am Altar beim Tempels“ beziehungsweise „Priester am Tempel beim Altar“. Demnach ist anzunehmen, dass zu diesem Zeitpunkt ein Tempel errichtet wurde, dem sich aber sonst keine archäologischen Reste sicher zuweisen lassen. Anhand der zitierten Inschriften lässt sich nur feststellen, dass die Erbauung nach dem Jahr 74 (Terminus post quem) erfolgt sein muss. Häufig wird die Stiftung des Tempelbaus dem Kaiser Hadrian zugeschrieben, der Lugdunum im Jahr 121 besuchte und einer fragmentarischen Inschrift zufolge auch irgendeine Form von Stiftung dort tätigte.

### Lage
Da das Heiligtum völlig zerstört ist, lässt es sich nur aufgrund von Mutmaßungen lokalisieren. Traditionell wird davon ausgegangen, dass es sich am Hang des Hügels von La Croix-Rousse befunden habe. Eine archäologische Untersuchung aus dem Jahr 2006 stellt aber die bisherige Positionierung des Heiligtums zwischen dem unteren Teil der Rue Burdeau und dem oberen Teil der Rue des Tables-Claudiennes am Südhang von La Croix-Rousse in Frage. Daniel Frascone vermutet den Eingang zur Ara zwischen den Straßen Burdeau und Pouteau und den Altar auf dem Gipfel des Hügels. Die beiden Stellen sind durch eine Art Rampe verbunden, die entlang den Straßen Montée de la Grande Côte und Montée Saint-Sébastien liegt, also der aktuellen Straßenführung folgt.
Als Teil des Bundesheiligtums war wohl auch das Amphitheater von Lyon angelegt, das in das 2. Jahrzehnt nach Christus datiert wird. Darin wurden die Spiele abgehalten, die den jährlichen Provinziallandtag der gallischen Stämme rahmten. Unter Kaiser Hadrian wurde die Anlage bedeutend erweitert, sodass nun auch ein erheblicher Teil der Stadtbevölkerung dort Platz fand. Im Jahr 177 war sie angeblich Schauplatz einer Christenverfolgung, deren Opfer als Märtyrer von Lyon bezeichnet werden.